# BMW F 650
BMW F 650 – niemiecki motocykl typu turystyczne enduro produkowany przez firmę BMW w latach 1993-2003.

## Dane techniczne/Osiągi
Silnik: czterosuwowy jednocylindrowy chłodzony cieczą DOHC 

Pojemność silnika: 652 cm³

Moc maksymalna: 48 KM (35 kW)/6500 obr./min

Maksymalny moment obrotowy: 57 Nm/5200 obr./min

Prędkość maksymalna: 165 km/h 

Przyspieszenie 0-100 km/h: 5,3 s

Skrzynia biegów: 5-biegowa

Hamulec przedni: 300 mm; pojedyncza tarcza; zacisk dwutłoczkowy

Hamulec tylny: 240 mm; pojedyncza tarcza; zacisk jednotłoczkowy

## Wersje motocykla
Motocykl był dostępny w następujących wersjach:
- BMW F650 - pierwsza generacja: 1993-1996 (Europa)
- BMW F650 - druga generacja: 1996-2003 (Europa, USA)
- BMW F650 ST (Strada/Street): 1994-2000 (Europa, USA)

Różnice między 1. a 2. generacją
- Zmieniona konstrukcja przedniej oraz bocznych owiewek motocykla
- Inna konstrukcja przednich kierunkowskazów

Różnice między F650 a F650 ST
- Węższa kierownica pozwalająca na bardziej komfortową jazdę przy szybszych prędkościach
- Inna konstrukcja przedniego błotnika
- Inna osłona silnika mająca bardziej aerodynamiczny kształt. Wersja w F650, miała chronić silnik w terenie.
- Mniejsza średnica przedniej felgi
- Zmieniono wartości poszczególnych wymiarów